# Sei Nazioni femminile 2013
Il Sei Nazioni femminile 2013 (in inglese 2013 Women’s Six Nations Championship; in francese Tournoi des Six Nations féminin 2013) fu la 12ª edizione del torneo rugbistico che vede annualmente confrontarsi le Nazionali femminili di Francia, Galles, Inghilterra, Irlanda, Italia e Scozia, nonché la 18ª in assoluto, considerando anche le edizioni dell’Home Championship e del Cinque Nazioni.
In programma dal 2 febbraio al 17 marzo 2013, tale torneo, insieme a quello precedente del 2012, era anche parte delle qualificazioni alla Coppa del Mondo 2014; infatti, le migliori due squadre della classifica combinata delle citate edizioni del torneo tra Galles, Irlanda, Italia e Scozia (essendo le altre due squadre già ammesse alla competizione) accedettero direttamente alla Coppa del Mondo, mentre invece le ultime due di tale classifica avrebbero dovuto disputarsi la qualificazione in un torneo organizzato dalla FIRA — AER nella primavera del 2013 che raccoglieva le migliori classificate di prima e seconda divisione del campionato europeo 2012.
Ad aggiudicarsi la vittoria finale fu, per la prima volta nella storia del torneo, l’Irlanda, che nell’occasione realizzò anche il Grande Slam, vincendo nell’ultima giornata del torneo a Parabiago 6-3 contro l’Italia, unica squadra contro cui le irlandesi non riuscirono a marcare mete.
A chiudere in coda al torneo fu la Scozia, al suo terzo whitewash consecutivo.
L’Inghilterra, proveniente da 7 tornei vinti consecutivamente, cadde nella seconda giornata ad Ashbourne contro l’Irlanda per 0-25: era dal 2004 che le inglesi non terminavano una partita senza marcare punti, e in precedenza non avevano mai perso contro le irlandesi.
Tra i fattori che portarono alla sconfitta delle Roses figura l’aver presentato una squadra rimaneggiata i cui migliori elementi erano stati dirottati nella selezione a 7.
Alla fine del torneo l’Inghilterra registrò la quarta peggior difesa di quell’edizione, con 71 punti subìti; l’Italia, la più giovane partecipante al torneo, ne subì 68, 3 di meno delle inglesi.
Riguardo altresì le qualificazioni mondiali, scontata l’ammissione dell’Irlanda come prima assoluta dopo il suo Slam, fu il Galles la successiva squadra a staccare il biglietto per Parigi, mentre Italia e Scozia dovettero affrontare un ulteriore torneo di qualificazione, che si tenne il successivo aprile a Madrid.

## Risultati

### 1ª giornata
| Arbitro: | Claire Hodnett |

|                              |      |                        |
| Severin 40’                  | mt   | 20’ Le Pesq 45’ Mignot |
| Veronica Schiavon 40’        | tr   | 20’ Trémoulière        |
| Veronica Schiavon 11’, 80+3’ | c.p. |                        |

| Arbitro: | Christine Bigaran |

| |    |  |
| Hunter 19’, 70’ Gallagher 29’ Reed 35’ Wilson 40’ Large 44’, 55’ Chamberlain 47’, 50’ Tuson 52’, 75’ Clark 67’ | mt |  |
| Reed 29’, 35’, 44’, 47’, 52’, 55’, 67’, 75’                                                                    | tr |  |

| Arbitro: | Claire Daniels |

|              |      |                       |
| Fletcher 38’ | mt   | 22’ Spence 75’ Bourke |
| Snowsill 38’ | tr   | 22’ Briggs            |
| Prosser 69’  | c.p. |                       |

### 2ª giornata
| Arbitro: | Federica Guerzoni |

|                                              |      |  |
| Trémoulière 8’, 18’ Ladagnous 18’ Salles 74’ | mt   |  |
| Trémoulière 8’, 18’ Agricole 57’             | tr   |  |
| Trémoulière 3’, 33’                          | c.p. |  |

| Arbitro: | Andrea Spadoni |

|                                |      |  |
| Miller 7’, 27’, 38’ Briggs 45’ | mt   |  |
| Briggs 38’                     | tr   |  |
| Briggs 12’                     | c.p. |  |

| Arbitro: | Sherry Trumbull |

|  |      |                       |
|  | mt   | 48’ Barattin          |
|  | c.p. | 20’ Veronica Schiavon |

### 3ª giornata
| Arbitro: | Simon Rees |

|             |      |                                        |
|             | mt   | 27’, 62’ Miller 75’ Fleming 78’ Briggs |
|             | tr   | 62’, 75’ Briggs                        |
| Ritchie 15’ | c.p. | 22’, 57’ Briggs                        |

| Arbitro: | Cammy Rudkin |

|                          |      |                                                                |
| Wilson 17’ Gallagher 76’ | mt   | 11’ Guiglion 30’ Godiveau 35’ N’Diaye 45’ Chobet 74’ Ladagnous |
| Reed 17’, 76’            | tr   | 45’ Agricole                                                   |
| Reed 32’, 69’            | c.p. | 25’ Agricole                                                   |

| Arbitro: | Sylvie Bros |

|                                          |      |                         |
|                                          | mt   | 27’ Edwards 40’ Harries |
| Veronica Schiavon 5’, 35’, 41’, 62’, 75’ | c.p. | 53’, 73’ Prosser        |

### 4ª giornata
| Arbitro: | Nicky Inwood |

|                        |      |              |
| Briggs 16’ A. Egan 47’ | mt   | 21’ N’Daye   |
| Briggs 47’             | tr   | 21’ Agricole |
| Briggs 79’             | c.p. | 7’ Agricole  |

| Arbitro: | Helen O’Reilly |

|                                                                |    |  |
| McGilchrist 7’ Crowley 11’, 38’ Hunter 18’ Tuson 33’ Scott 68’ | mt |  |
| A. Reed 11’, 38’                                               | tr |  |

| Arbitro: | Claire Hodnett |

|  |      |                        |
|  | mt   | 71’ Murray 77’ Harries |
|  | c.p. | 27’ Prosser            |

### 5ª giornata
| Arbitro: | Helen O’Reilly |

| |    |  |
| Guiglion 3’ Billes 7’, 34’, 41’ Mignot 12’ Agricole 25’, 44’ N’Diaye 40’ Chobet 51’ Trémoulière 47’, 60’ Godiveau 73’ | mt |  |
| Bailon 3’, 7’, 12’, 25’, 34’, 41’, 47’, 60’                                                                           | tr |  |

| Arbitro: | Clare Daniels |

|                      |      |                 |
| Veronica Schiavon 3’ | c.p. | 10’, 51’ Briggs |

| Arbitro: | Nicky Inwood |

|                     |      |                                   |
| Murray 20’ York 69’ | mt   | 14’ Hunter 26’ Thompson 78’ Tuson |
|                     | tr   | 26’ Reed                          |
| Snowsill 39’, 51’   | c.p. | 1’ Reed                           |

## Classifica
| Pos | Squadra     | G | V | N | P | PF  | PS  | DP   | Pt |
| --- | ----------- | - | - | - | - | --- | --- | ---- | -- |
| 1   | Irlanda     | 5 | 5 | 0 | 0 | 88  | 26  | +62  | 10 |
| 2   | Francia     | 5 | 3 | 0 | 2 | 160 | 48  | +112 | 6  |
| 3   | Inghilterra | 5 | 3 | 0 | 2 | 150 | 71  | +79  | 6  |
| 4   | Galles      | 5 | 2 | 0 | 3 | 55  | 79  | −24  | 4  |
| 5   | Italia      | 5 | 2 | 0 | 3 | 39  | 68  | −29  | 4  |
| 6   | Scozia      | 5 | 0 | 0 | 5 | 3   | 203 | −200 | 0  |